# 새서울고속
새서울고속(―高速)은 충청북도의 시외버스 업체로, 본사는 충청북도 청주시 흥덕구 복대동에 있다. 계열사로는 같은 충청북도의 시외버스 업체인 서울고속을 비룻하여 삼부개발과 서울특별시의 택시업체인 대한상운이 있다.

## 역사
회사의 전신은 1962년 12월 29일 직행버스 면허를 취득한 충일고속으로, 2000년 9월 1일 서울고속이 충일고속을 인수한 후 재창립되었다. 고속버스 면허는 2006년 6월 15일에 취득하였다.

## 명칭에 대한 오해
원래 있던 서울고속이 충일고속의 시외버스 사업을 인수하면서 법인 자체가 아닌 차량과 면허, 인력만을 인수하여 기존의 명칭을 사용할 수 없었기 때문에 새서울고속으로 명칭이 바뀌었다. 새서울고속과 서울고속은 서울특별시와 전혀 무관하다. 또한 경기도 평택시에 소재한 경기 서울고속과도 관계없는 별개 업체이다.

## 운행 노선
2015년 12월 기준이다.
| 운행업체   | 면허 대수 | 면허 대수 | 면허 대수 | 면허 대수 |
| ---------- | --------- | --------- | --------- | --------- |
| 운행업체   | 대수 합계 | 직행형    | 고속형    | 예비      |
| 새서울고속 | 129       | 119       | 8         | 2         |

### 고속버스
2019년 4월 기준이다. 모든 노선이 시외버스에서 고속버스로 전환된 노선이다.
| 운행 노선         | 공동 운행사 | 운행구간 | 운행구간 | 운행구간 | 경유지   | 운행 대수 | 운행 대수 | 비고                                |
| 운행 노선         | 공동 운행사 | 운행구간 | 운행구간 | 운행구간 | 경유지   | 일반      | 우등      | 비고                                |
| ----------------- | ----------- | -------- | -------- | -------- | -------- | --------- | --------- | ----------------------------------- |
| 서울남부 ↔ 북청주 | 서울고속    | 서울남부 | ↔        | 북청주   | 오창산단 | -         | 7         | 미운행 노선                         |
| 청주 ↔ 경주       |             | 청주     | ↔        | 경주     |          | -         | 2         | 2016년 3월 2일 고속버스로 전환 인가 |

### 시외버스
남서울발 노선
- 남서울 ~ 청주 ~ 보은 ~ 속리산
- 남서울 ~ 청주 ~ 보은 ~ 상주
- 남서울 ~ 오송읍주민센터 ~ 오송역 ~ 오송생명과학단지

청주발 노선
- 청주 ~ 센트럴시티 (일부 노선 속리산발)
- 청주 ~ 남서울 (일부 노선 속리산, 상주발)
- 청주 ~ 안산 (금남고속, 삼흥고속 공동 운행)
- 청주 ~ 성남 (삼흥고속 공동 운행)
- 청주 ~ 의왕 ~ 안양 (금남고속, 삼흥고속 공동 운행)
- 청주 ~ 오산 ~ 수원 (삼흥고속 공동 운행)
- 청주 ~ 신갈 ~ 영통 ~ 아주대학교 ~ 수원
- 청주 ~ 송탄
- 청주 ~ 평택 (삼흥고속, 충북리무진 공동 운행)
- 청주 ~ 보은 ~ 속리산
- 청주 ~ 보은 ~ 상주
- 청주 ~ 경주 ~ 불국사 ~ 입실 ~ 울산
- 청주 ~ 강구 ~ 포항(아성천마고속 공동 운행)
- 청주 ~ 제천 (고속도로 직통)

북청주발 노선
- 북청주 ~ 센트럴시티 (일부 시간대 청주국제공항 경유)
- 북청주 ~ 오창과학산업단지 ~ 수원

포항발 노선
- 포항 ~ 경주 ~ 동서울 (대원고속, 아성천마고속 공동 운행)
- 포항 ~ 경주 ~ 구리 ~ 의정부 (대원고속, 아성천마고속 공동 운행)

## 운행 차량
기아 그랜버드 원메이크로 운용한다.
기아
- 기아 뉴 그랜버드 파크웨이
- 기아 그랜버드 슈퍼 프리미엄 파크웨이

## 같이 보기
- 서울고속